# Dirhinus anthracia
Dirhinus anthracia är en stekelart som beskrevs av Walker 1846. Dirhinus anthracia ingår i släktet Dirhinus och familjen bredlårsteklar. Inga underarter finns listade i Catalogue of Life.